# Чивитакуана
Чивитакуа̀на (на италиански: Civitaquana, на местен диалект Cetaquane, Четакуане) е село и община в Южна Италия, провинция Пескара, регион Абруцо. Разположено е на 550 m надморска височина. Населението на общината е 1376 души (към 2010 г.).